# Agrostis elliotii
Agrostis elliotii é uma espécie de gramínea do gênero Agrostis, pertencente à família Poaceae.